# Шмелёв, Илья Васильевич
Илья Васильевич Шмелёв (1917, Москва — 1979, Москва) — Герой Советского Союза, участник Великой Отечественной войны, лётчик-ас, лётчик-истребитель, полковник.

## Биография
Родился 2 августа 1917 года в Москве, в семье рабочего. В 1934 году окончил 7 классов средней школы. Жил в Москве в Товарищеском переулке в доме 22/24. Работал школьным инструктором по авиамоделизму, а позже — районным инструктором по авиамоделизму. Одновременно учился в аэроклубе, который окончил в 1938 году. В этом же году вступает в ряды Красной Армии. Окончил Борисоглебскую военную авиационную школу имени В. П. Чкалова в 1940 году. Служил в Западном особом военном округе.
С июня 1941 года младший лейтенант И. В. Шмелёв в действующей армии. Осенью 1941 года начал летать командиром разведывательного звена 282-го ИАП, получив звание лейтенанта. По июнь 1942 года служил в составе 282-го ИАП; по ноябрь 1942 года — в 633-м САП, где пересел с устаревших И-153 и И-16 на современный истребитель Як-1 и стал заместителем командира эскадрильи. С апреля 1943 года по май 1945 года — в 4-м ИАП, где летал уже на Як-9Т. Особо отличился летом 1943 года в боях на Кубани. Затем участвовал в памятных боях на Курской дуге. Сражался на Юго-Западном, Сталинградском, Южном, Северо-Кавказском, Брянском и 2-м Прибалтийском фронтах.
К концу мая 1943 года командир эскадрильи 4-го истребительного авиационного полка (287-я истребительная авиационная дивизия, 4-я воздушная армия, Северо-Кавказский фронт) майор И. В. Шмелёв совершил 198 боевых вылетов. В 35 воздушных боях лично сбил 14 и в составе группы 10 самолётов противника.
24 августа 1943 года за мужество и воинскую доблесть, проявленные в боях с врагами, удостоен звания Героя Советского Союза.
В полку Шмелёва звали Батей. Это имя ему дали молодые лётчики, которые нашли в Шмелёве внимательного, отзывчивого, терпеливого старшего товарища.
Всего И. В. Шмелёв совершил 528 боевых вылетов. В 76 воздушных боях сбил 27 самолётов лично и 10 — в группе.
Участвовал в первом параде Победы 24 июня 1945 года — прошёл по Красной площади в первой шеренге Ленинградского фронта.
Награждён орденом Ленина, пятью орденами Красного Знамени, орденами Александра Невского, Отечественной войны 1-й степени, двумя орденами Красной Звезды, медалями.
В числе сбитых им немецких лётчиков были и очень опытные — такие, как участник войны в Испании обер-лейтенант Пауль Фриче, летевший на своем «Хейнкеле-111» бомбить Курск. Илья Шмелёв заставил его подорваться на собственных бомбах, так и не достигнув цели.
В мае 1943 года, над Геленджиком, после охоты в течение нескольких дней, сбил самолёт с кодовым названием «полосатый дьявол»: советский истребитель Як-1 с нанесёнными на плоскостях чёрно-белыми полосами. Этот самолёт, пилотируемый немецким лётчиком, вёл воздушную разведку над ближними тылами советских войск и не вступая в схватки с нашими лётчиками, ловко избегал атак. После этого за Шмелёвым стали охотиться целенаправленно, т. н. «Бубновый туз» — этот эпизод прекрасно описан в книге «Полёт продолжается».
Запись в его лётной книжке: «Налёт общий на 18 типах планёров и самолётов — 2288 часов. Боевых вылетов в период Великой Отечественной войны — 528. Лично сбитых самолётов — 29 и в групповых боях — 16. Аварий и поломок не имеет, летать любит. Охотно и умело передает опыт подчинённым».
После войны остался служить в ВВС. Окончил Высшие лётно-тактические курсы командиров частей в 1947 году. Командовал 163им истребителтным авиационном полком, дисланцированным на аэродроме города Бобруйск, (БВО) с 1955 по 1957г. 
15 марта 1957, года во время совершения тренировочного ночного полёта на реактивном истребителе у И. В. Шмелёва случился инсульт. Несмотря на то, что ему практически отказало зрение, он посадил самолёт благополучно. А после его ждали долгие месяцы реабилитации (в результате инсульта у него были парализованы левая рука и нога). Он восстановился, однако с тех пор ходил, подволакивая левую ногу. Разумеется, с небом пришлось расстаться. С 1957 года полковник И. В. Шмелёв — в запасе. Жил в Москве. До конца жизни работал на ВДНХ, в павильоне «Юные натуралисты и техники». Умер 25 декабря 1979 года (инфаркт), похоронен на Преображенском кладбище города Москвы.

## Список побед
| № п/п | Дата победы | Тип самолёта  |
| ----- | ----------- | ------------- |
| 1     | 1941        | вражеский с-т |
| 2     | 27.04.1943  | Ме 109        |
| 3     | 28.04.1943  | Ме 109        |
| 4     | 28.04.1943  | Ме 109        |
| 5     | 28.04.1943  | Ме 109        |
| 6     | 28.04.1943  | Ме 109        |
| 7     | 29.04.1943  | Ю-87          |
| 8     | 29.04.1943  | Ю-87          |
| 9     | 29.04.1943  | Ю-87          |
| 10    | 29.04.1943  | Ю-87          |
| 11    | 08.04.1943  | Ю-87          |
| 12    | 08.04.1943  | Ю-87          |
| 13    | 09.05.1943  | Ю-87          |
| 14    | 01.08.1943  | ФВ-190        |
| 15    | 01.08.1943  | ФВ-190        |
| 16    | 10.09.1943  | ФВ-190        |
| 17    | 17.12.1943  | ФВ-190        |
| 18    | 17.12.1943  | ФВ-190        |
| 19    | 28.02.1944  | ФВ-190        |
| 20    | 04.03.1944  | Bf 109        |
| 21    | 25.08.1944  | ФВ-190        |
| 22    | 14.09.1944  | ФВ-190        |
| 23    | 15.09.1944  | ФВ-190        |
| 24    | 17.09.1944  | ФВ-190        |
| 25    | 09.10.1944  | ФВ-190        |
| 26    | 26.01.1945  | ФВ-190        |

## Память
- Похоронен на Преображенском кладбище в Москве (участок 30).